# Décès d'Amalia Voican
Le décès d'Amalia Voican  est une affaire criminelle qui se déroule à Rome en Italie en mai 2018.

## Contexte
Amalia Voican, étudiante roumaine âgée de 21 ans, surnommée Nena Panic, est retrouvé le 2 mai Via Atella, dans un bâtiment abandonné dans le quartier romain de San Giovanni, fréquenté par des toxicomanes et des narcotrafiquants. Elle avait disparu le 16 avril. Son visage avait été dévoré par des rats. Son corps recouvert d'une couverture laisse penser que quelqu'un l'ai découvert sans signaler la présence de ce cadavre.
Bien que les antécédents de la jeune femme fassent penser à un décès par overdose, une enquête est toujours menée par le procureur général de Rome,.

## Témoignage
Un homme dit avoir vu dans le bâtiment un des individus impliqués dans l’affaire du meurtre de Desirée Mariottini.